# Krzemień (Bieszczady)
Krzemień (1335 m) – drugi pod względem wysokości szczyt polskich Bieszczadów i całych Bieszczadów Zachodnich.

## Położenie i topografia
Krzemień znajduje się w środkowej części grupy Tarnicy (1346 m) i Halicza (1333 m), w paśmie połonin. Masyw ma charakter przebiegającego z północnego zachodu na południowy wschód grzbietu, na którym występują liczne skałki tworzące kształt grzebienia. Obecna nazwa góry pochodzi właśnie od zniekształconego przez austriackich kartografów słowa „grzebień” (z ukraińska „hreben”).
Grzbiet ten na północnym zachodzie zanika, opadając w dolinę jednego z dopływów Terebowca, zaś w przeciwną stronę ciągnie się dalej, w stronę Kopy Bukowskiej (1320 m). Z najwyższego punktu, umiejscowionego w centralnej jego części, odbiega na północny wschód grzbiet w kierunku Bukowego Berda (1311 m) oddzielonego płytką przełęczą (1268 m). Ku południowemu zachodowi biegnie natomiast grzbiet, poprzez głęboką Przełęcz Goprowską (1160 m n.p.m.) łączący Krzemień z masywem Tarnicy i Szerokiego Wierchu.
Południowo-zachodni stok, z którego środkowej części, na wysokości ok. 1200 m wyraźniej wyodrębnia się wspomniany grzbiet, opada: na zachód od Przełęczy Goprowskiej do doliny Terebowca, zaś na wschodzie – w dolinę Wołosatki. Charakteryzuje się on, jak na Bieszczady, dużym nachyleniem na różnicy wysokości ok. 120 m. Zbocze eksponowane na północny wschód, odwadniane przez potok Roztoki mający tam swoje źródło, jest łagodniejsze.

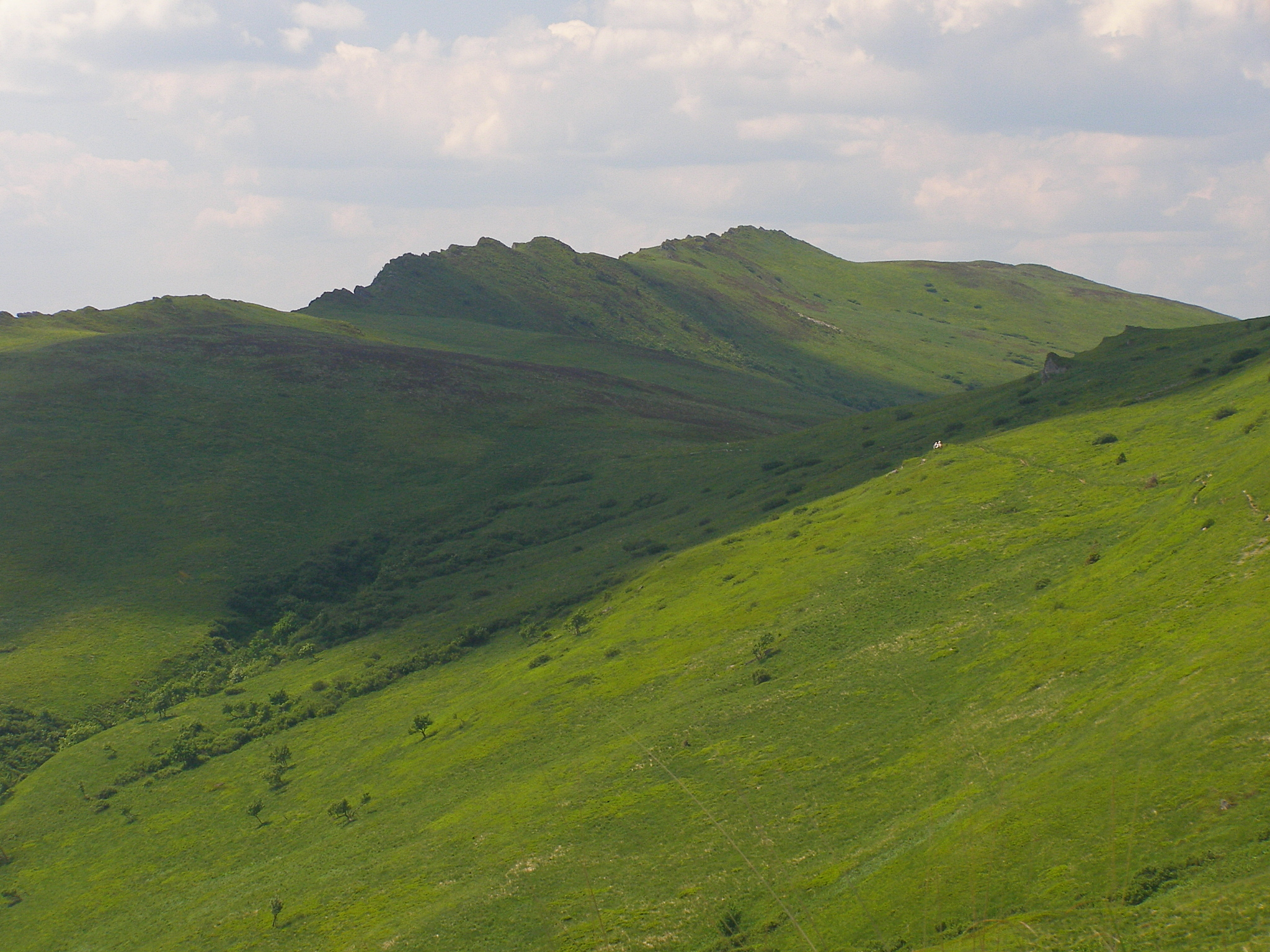
Widok ze szlaku na Halicz
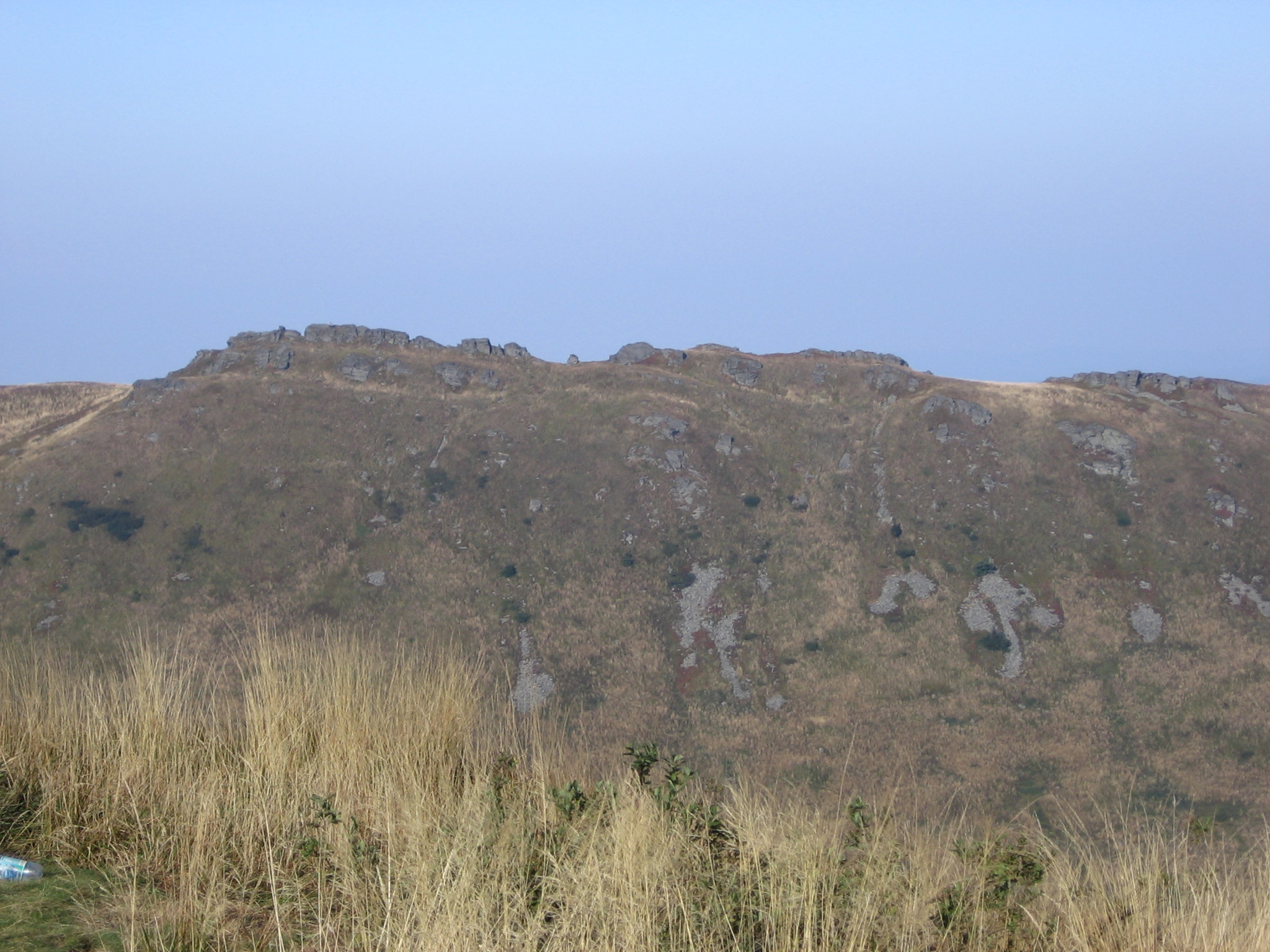
Wierzchołek
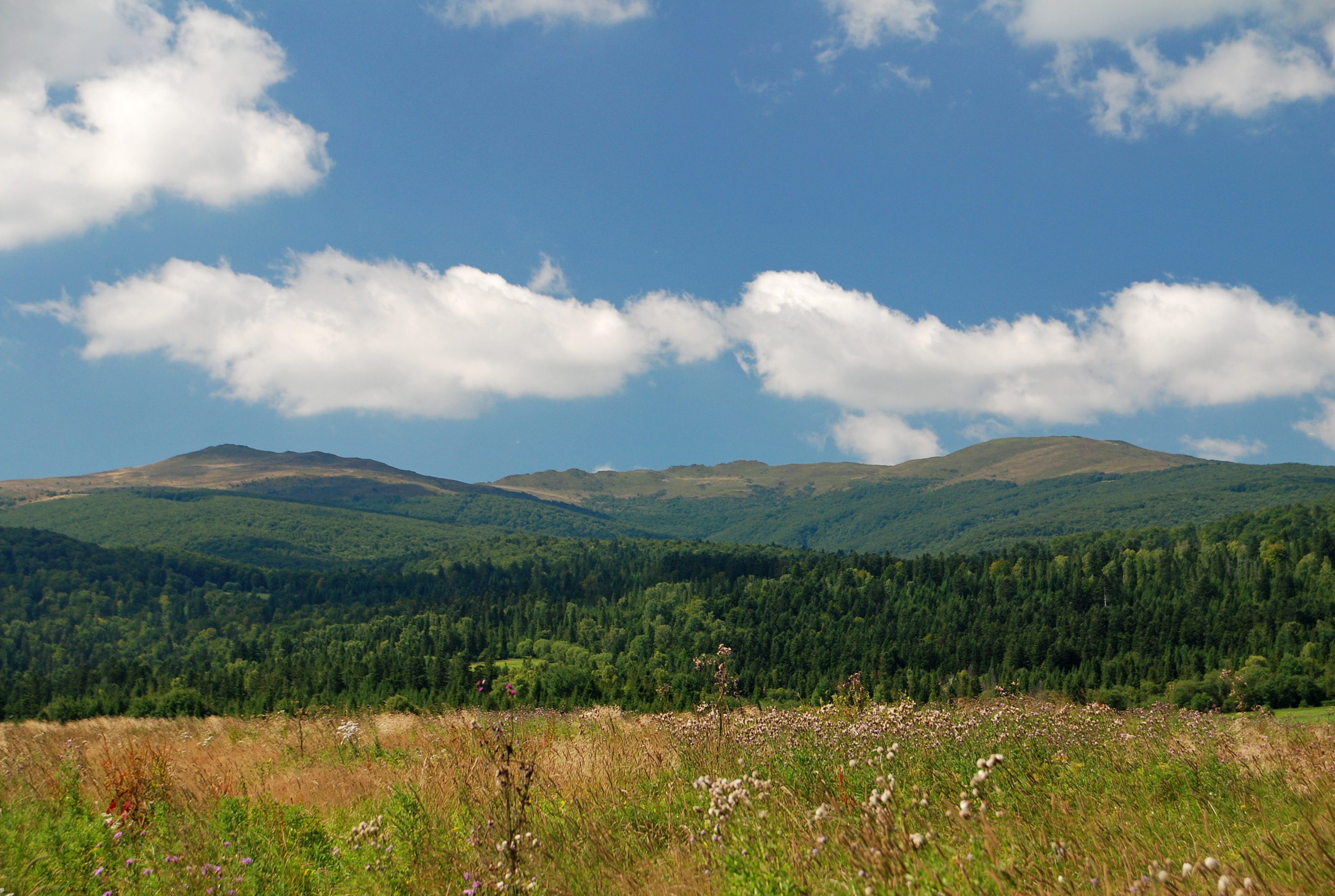
Widok z doliny górnego Sanu (od lewej): Kopa Bukowska, Krzemień i Bukowe Berdo

## Turystyka
Do 1987 granią Krzemienia, przez szczyt, prowadził czerwony Główny Szlak Beskidzki z Ustrzyk Górnych przez Szeroki Wierch, przełęcz pod Tarnicą, Przełęcz Goprowską, następnie wchodził na Krzemień i wiódł grzbietem w stronę Halicza. Ze względu na ochronę przyrody jego przebieg zmieniono na trawers południowo-zachodniego stoku bezpośrednio z Przełęczy Goprowskiej. Obecnie kilkadziesiąt metrów od wierzchołka biegnie szlak niebieski (z Białej do Grybowa), który z Przełęczy Goprowskiej prowadzi wprost stromo w górę, osiągając grzbiet na zachód od szczytu, a następnie kieruje się, przez płytką przełęcz (1268 m), na Bukowe Berdo. Wchodzenie na wierzchołek jest jednak zabronione przepisami Bieszczadzkiego Parku Narodowego.
Z uwagi na dużą wysokość względem okolicznych szczytów i pokrycie połoniną, Krzemień jest dobrym punktem widokowym na okolicę. Widać stąd m.in.: Tarnicę z Szerokim Wierchem, Połoninę Caryńską, Bukowe Berdo, dolinę górnego Sanu, Halicz z Rozsypańcem, a także pasma Gór Sanocko-Turczańskich oraz Bieszczadów ukraińskich.

## Przyroda
Ciekawa flora. M.in. rosną tutaj tak rzadkie w Polsce gatunki roślin, jak: turzyca skalna, turzyca dacka, groszek wschodniokarpacki, zaraza macierzankowa.

## Pieszy szlak turystyczny
szlak niebieski Wołosate – Przełęcz pod Tarnicą – Krzemień – Bukowe Berdo – Pszczeliny-Widełki:
- z Wołosatego 2.50 h (↓ 1.35 h); z Przełęczy pod Tarnicą ok. 0.35 h (strome podejście; ↓ 0.20 h)
- z Pszczelin 3.55 h (↓ 3.25 h), z Bukowego Berda 0.25 h (↓ 0.25 h)